# Mieko Kamimoto
Mieko Kamimoto (神本美恵子, Kamimoto Mieko), née le 22 janvier 1948, est une femme politique japonaise, représentant le Parti démocrate du Japon, puis le Parti démocrate constitutionnel à la Chambre des conseillers du Japon. Elle est nommée au gouvernement Noda en 2011, en tant que secrétaire parlementaire chargée de l'Éducation, de la Culture, des Sports, des Sciences et de la Technologie. 

## Jeunesse et éducation
Kamimoto naît le 22 janvier 1948, dans la préfecture de Fukuoka. En mars 1970, elle obtient son diplôme de l'université d'éducation de Fukuoka, et devient le mois suivant enseignante à l'école primaire municipale Shimonodani de Yokohama.
Elle rejoint rapidement le syndicat des enseignants du Japon (en), dont elle rejoint le comité exécutif en 2000.

## Carrière électorale
Elle se présente aux élections à la chambre des conseillers du Japon de 2001 (en), sous l'investiture du Parti démocrate du Japon. En 2005, après la démission de Katsuya Okada de la tête du parti démocrate, elle soutient la candidature de Naoto Kan pour la présidence de ce dernier. Elle est réélue en 2007 à la suite des élections à la chambre des conseillers du Japon (en). Elle dirige d'octobre 2009 à octobre 2010 la commission des comptes de la Chambre des conseillers.
Elle est nommée en septembre 2011 au gouvernement Noda, au poste de secrétaire parlementaire chargée de l'Éducation, de la Culture, des Sports, des Sciences et de la Technologie. Elle est reconduite à ce poste en janvier 2012.
Elle est ensuite réélue en 2013, à l'issue des élections de la chambre des conseillers de cette année. 
En juillet 2019, elle annonce sa volonté de prendre sa retraite politique, et n'est pas candidate à sa réélection lors des élections à la chambre des conseillers de 2019.

## Prises de position
Enseignante de profession, Kamimoto s'engage tout au long de sa carrière politique pour réduire les inégalités au sein de l'école, qu'elles soient dues à un handicap ou à la différence des sexes. 
Contrairement au Premier ministre Shinzō Abe, elle ne souhaite pas de révision de la constitution antimilitariste du Japon. Elle est également fermement opposée aux politiques Abenomics, mise en place par les gouvernements de Shinzo Abe. Elle se déclare strictement opposée à la visite des politiques au sanctuaire Yasukini, sanctuaire shinto, considéré par certains comme l'un des symboles du passé colonialiste du Japon et des nationalistes. 
Elle est également opposée à l'utilisation de l'énergie nucléaire, qu'elle soit militaire ou civile; et souhaite favoriser grandement les énergies renouvelables. 
Elle s'oppose également fortement à la loi japonaise de 2015 sur les Forces d'autodéfense, et proteste jusque dans la chambre des conseillers contre cette loi, aux côtés de Kiyomi Tsujimoto et de Tomoko Abe (en). 

## Vie privée
Elle déclare apprécier la lecture et l'opéra.